# Steinberger Sarolta
Steinberger Sarolta (Tiszaújlak, 1875. szeptember 12. – Budapest, 1966. november 25.) szülész-nőgyógyász, a budapesti egyetemen végzett első orvosnő.

## Életpályája

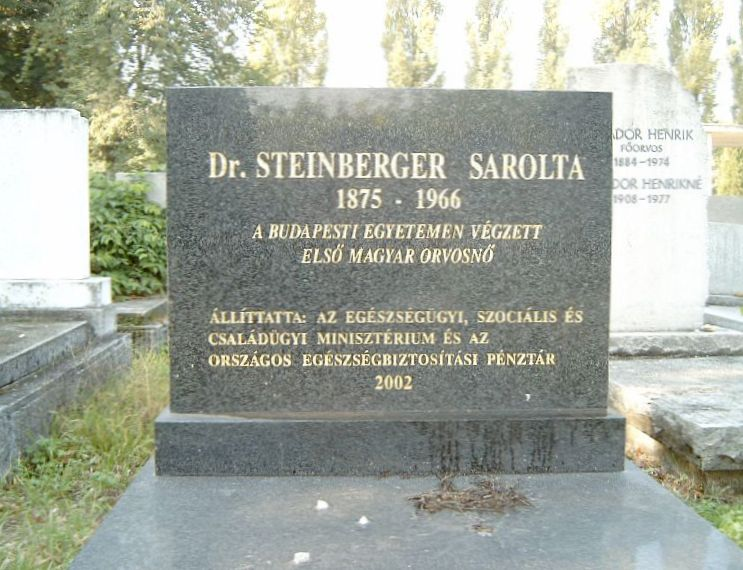
Steinberger Sarolta sírja. Kozma utcai izraelita temető: 5B-7-10

1875. szeptember 12-én született Tiszaújlakon, jómódú zsidó család hetedik gyermekeként. A középiskolát magánúton végezte, az érettségit pedig a kolozsvári református kollégiumban szerezte meg. Ferenc József 1895. november 18-án kelt rendelete alapján Wlassics Gyula vallás- és közoktatási miniszter 1895. december 19-én engedélyezte, hogy az egyetemek nőket is felvehessenek az orvosi, bölcsészeti és gyógyszerészeti tanfolyamokra.
A rendelet megnyitotta az utat Steinberger Sarolta számára is, akit 1900. november 3-án avattak fel mint az első Pesten végzett magyar orvosnőt. Szülész-nőgyógyászati tanulmányait ezután külföldön folytatta.
1902-ben cikke jelent meg az orvosi hetilapban: Az orvosnők története címmel. Hazatérve a Tauffer-klinikán kezdett orvosként dolgozni. Az alapítójáról, Tauffer Vilmosról elnevezett klinika 1881-ben kezdte meg működését, majd később 1898-ban újabb épületszárnnyal bővítették.
Ezután az 1928-ban létrehozott Országos Társadalombiztosító Intézet (OTI) osztályvezető főorvosává nevezték ki. 1944-ig látta el ezt a megbízatást. 1937-ben egy méhen kívüli terhesség kezelése miatt a bíróságon kellett megvédenie magát és szaktudását, a fellebbezése eredményeként az ítélőtábla 1938-ban ártatlannak nyilvánította, ezzel véglegesen tisztázva nevét és megerősítve hosszan tartó, kifogástalan szakmai múltját, valamint szülész-nőgyógyászati hozzáértését.1944-től visszavonultan élt pesthidegkúti otthonában 1966. november 24-én bekövetkezett haláláig.

## Emlékezete
- 2024 óta nevét viseli az 590269 Steinberger kisbolygó.[9]